# Combat de l'USS Enterprise et du Flambeau
Quasi-guerre
Batailles
- Combat de l'USS Delaware et du Croyable
- Capture de l'USS Retaliation par le Volontaire et l’Insurgente
- Combat de l'USS Constellation et de l’Insurgente
- Combat naval du 1er janvier 1800
- Combat de l'USS Constellation et de la Vengeance
- Puerto Plata Harbor (en)
- Combat de l'USS Boston et du Berceau
- Combat de l'USS Enterprise et du Flambeau
- Invasion de Curaçao (en)

Le combat de l'USS Enterprise et du Flambeau est une bataille navale livrée le 25 octobre 1800, pendant la quasi-guerre (bien qu'un accord de paix ait été signé quelques semaines auparavant), qui oppose la France révolutionnaire aux États-Unis. Pendant cette action, le navire USS Enterprise défait le brick corsaire français Flambeau à proximité de l'île de la Dominique dans la mer des Caraïbes. Bien que l'Enterprise dispose d'une puissance de feu inférieure à celle du Flambeau, il se montre encore capable de le capturer après une courte bataille. Cet engagement contribue à faire à la gloire du commandant de l’Enterprise, le lieutenant John Shaw (en), qui ajoute la capture du Flambeau à sa longue liste de victoires contre des navires français.

## Contexte
Pendant la Quasi-guerre, les navires marchands américains deviennent la cible des corsaires français qui en capturent un grand nombre. Pour essayer d’endiguer ces déprédations, plusieurs navires de guerre de l’United States Navy sont envoyés pour traquer les corsaires français. Parmi ces derniers, le navire USS Enterprise , une goélette américaine sous le commandement du lieutenant John Shaw (en). L’Enterprise est envoyé en mer des Caraïbes en mars 1800, avec l'ordre de trouver les navires français naviguant dans la région. L'Enterprise avait précédemment déjà engagé et vaincu plusieurs corsaires français lorsque dans la nuit du 24 octobre, il aperçoit le corsaire Flambeau qui passe au vent de l'île de la Dominique.
Le Flambeau est un brick disposant de lettre de marque de la France. Il est un peu plus puissant que le bateau Entreprise, avec 12 canons de huit livres comparés à la douzaine de canons de six livres de la goélette américaine. Le corsaire français dispose également d’un équipage plus nombreux que le navire américain avec 110 hommes contre 83 pour l’Enterprise. Avec une bordée de 48 livres contre 36 pour le navire Enterprise et avec un plus grand équipage, le Flambeau dispose d’un avantage sur son adversaire. Néanmoins, Shaw décide d'engager le Flambeau. L'Enterprise ne peut pas rattraper son retard sur le Flambeau, mais au matin, sans vent, ce dernier se trouve ralenti.

## Le combat
Finalement, le vent venu, les deux navires réussissent à manœuvrer l’un vers l'autre jusqu'à se placer à portée de mousquet. Après un premier engagement avec des armes légères, le lieutenant Shaw fait finalement virer sa goélette au loin. À ce moment, le Flambeau tire une bordée de boulets sur les Américains. Le bateau Enterprise répond avec sa propre bordée et les deux navires s'engagent dans un combat aux canons durant une vingtaine de minutes. Le Flambeau subit de lourds dégâts et son capitaine décide alors de se désengager et manœuvre afin de s'éloigner de l'Enterprise. Cependant, celui-ci décide de poursuivre le brick français et continue à l'engager.
Le mât de hune du Flambeau est sur le point d'être démâté à la suite des tirs de l'Enterprise. Le capitaine français envoie des hommes sur le mât pour essayer de le réparer. Cependant, après un coup de vent, le mât du navire s’envole emportant avec lui six marins français. L'Enterprise cesse alors ses attaques contre le Flambeau et envoie un bateau pour sauver les marins français à la dérive sur la hune. Après avoir sauvé les gabiers français, l'Enterprise rattrape le brick français et l’accoste. L'armoire à pharmacie détruite et la coque du Flambeau touchées à de multiples reprises, sachant que le combat ne peut continuer, le capitaine français décide d’abaisser ses couleurs.

## Conséquences
Le combat dure en tout environ quarante minutes. Les Français sont beaucoup plus touchés que les Américains en termes de victimes, avec sept Français tués et 33 blessés contre trois Américains tués et sept blessés. Une poignée de marins de l'Enterprise est envoyée à bord du Flambeau afin de le conduire sur l'île de Saint-Christophe, où il est condamné. Le produit de la vente du Flambeau est redistribué à l'équipage de l'Enterprise.
La capture du Flambeau ajoute à la renommée de Shaw et s’additionne à la longue liste de prises de navires corsaires déjà effectuées par l’officier américain. Après cette bataille, l'Enterprise poursuit sa mission de traque des corsaires, lors de laquelle il capture la Pauline et la Guadaloupéenne. Peu de temps après, une maladie chronique force Shaw à transférer le commandement du navire au lieutenant Andrew Sterett. Sterret poursuit la mission dans les Caraïbes et capture plusieurs autres navires avant de rentrer. À son retour à terre, Shaw est personnellement remercié pour ses services par le président et d'autres responsables publics. Shaw poursuivit sa carrière navale et servit avec distinction pendant la guerre anglo-américaine de 1812.